# Mathieu Deldicque
Mathieu Deldicque, né le 6 mai 1987 à Douarnenez (Finistère), est un conservateur et historien de l'art français. Archiviste paléographe, il est directeur du musée Condé au château de Chantilly depuis 2022.

## Biographie

### Formation
Mathieu Deldicque est admis cinquième sur seize à l'École nationale des chartes à l'issue du concours d'entrée de 2008 (section A). Il y obtient le diplôme d'archiviste paléographe en 2011 après avoir soutenu une thèse d'établissement intitulée Entre Moyen-Âge et Renaissance ? La commande artistique de l’amiral Louis Malet de Graville (vers 1440-1516). Major de sa promotion, il reçoit le prix Auguste Molinier « destiné à récompenser la meilleure thèse ».
Il est ensuite admis à l'Institut national du patrimoine, dont il sort conservateur de musée en 2013. Au cours de sa formation, il effectue des stages au British Museum, au Louvre Lens, au domaine de Chantilly et à l'Art Institute of Chicago,.
En 2018, il obtient un doctorat en histoire de l'art à l'université de Picardie Jules-Verne avec une thèse intitulée La commande artistique de l'amiral Louis Malet De Graville (vers 1440-1516) et rédigée sous la direction d'Étienne Hamon,. Le prix Lambert de la Fondation pour la Sauvegarde de l’Art Français, est décerné à sa thèse en 2019,.

### Parcours professionnel
Le 1er juillet 2013, Mathieu Deldicque est nommé conservateur au bureau pilotage des musées nationaux, au sein du service des Musées de France du ministère de la Culture. Il est responsable des relations entre le ministère et les musées-châteaux de France.
En juillet 2015, il est nommé conservateur et adjoint de la directrice au musée Condé du Château de Chantilly. À ce poste, il participe notamment à la création du cabinet d’arts graphiques, à la restauration des appartements privés du duc et de la duchesse d’Aumale.
Le 14 juin 2022, il succède à Nicole Garnier-Pelle à la direction du musée Condé,. Il est nommé par Xavier Darcos, chancelier de l’Institut de France, dont le domaine de Chantilly est une des fondations.

## Distinctions

### Décoration
- Médaille du Tourisme échelon bronze[17]

### Prix
- Prix Auguste Molinier « destiné à récompenser la meilleure thèse » d'établissement de l'École nationale des chartes (2011)[2].
- Prix collectif « Coup de cœur » Drouot pour l'ouvrage Chantilly, le domaine des princes (2018) [18]
- Prix Lambert « qui distingue une thèse de doctorat en histoire de l’art » (2019)[9].
- Médaille de La Fons Mélicocq de l'Académie des inscriptions et belles-lettres pour l'ouvrage Le dernier commanditaire du Moyen âge (2022)[19].
- Prix de la Dame à la licorne de la société des Amis du musée de Cluny pour l'ouvrage collectif (sous la dir. d'Olivier Mattéoni) Les Bourbons en leur bibliothèque (2023)[20],[21].

### Ouvrages
- La lamentation d’Albi, Gand, Snoeck, 2013 (avec Hélène Bonneau-Garcia).
- Léonard de Vinci, Paris, coll. Que sais-je ?, Presses Universitaires de France, 2019.
- Un jour à Chantilly, Paris, Flammarion, 2020 (avec Adrien Goetz).
- Le dernier commanditaire du Moyen âge : l’amiral de Graville, vers 1440-1516, Villeneuve d’Ascq, Presses universitaires du Septentrion, 2021, médaille de La Fons Mélicocq 2022.
- Les appartements du duc et de la duchesse d’Aumale, Paris, In Fine éditions d’art, 2022.

### Ouvrages collectifs
- Chantilly : le domaine des princes, Paris, Swann éditeur, 2017, avec Aurore Bayle-Loudet, Laurent Ferri, Nicole Garnier-Pelle, Astrid Grange, avant-propos par Henri Loyrette.

### Chapitres d'ouvrages
- Les traductions manuscrites en français pour François 1er, dans Au prisme du manuscrit, dir. Sandra Hindman, Elliot Adam, Turnhout, Brepols, 2019.

### Catalogues d’exposition
- Le grand Condé : le rival du Roi-Soleil ?, exposition, Domaine de Chantilly Musée Condé, 4 septembre 2016-2 janvier 2017], Gand, Snoeck, 2016.
- Être mécène à l’aube de la Renaissance : l’amiral Louis Malet de Graville, Le Havre, Abbaye de Graville, 21 juin 2017-18 septembre 2017], Gand, Snoeck, 2017 (avec Elisabeth Leprêtre).
- Bellini, Michel-Ange, Le Parmesan : l’épanouissement du dessin à la Renaissance, exposition, Domaine de Chantilly Musée Condé, Cabinet d’arts graphiques, 24 mars 2017-20 août 2017], Dijon, Faton, 2017.
- Eugène Lami : peintre et décorateur de la famille d’Orléans, exposition, Domaine de Chantilly Musée Condé, 23 février 2019-19 mai 2019], Dijon, Faton, 2019 avec Nicole Garnier-Pelle et Caroline Imbert.
- Clouet, Le miroir des dames, exposition, Domaine de Chantilly Musée Condé, Cabinet d’arts graphiques, 1er juin 2019-6 octobre 2019], Dijon, Faton, 2019.
- La Joconde nue, exposition, Domaine de Chantilly Musée Condé, 1er juin 2019-6 octobre 2019, Chantilly, Domaine de Chantilly, 2019.
- Raphaël à Chantilly : le maître et ses élèves, exposition, Domaine de Chantilly Musée Condé, Cabinet d’arts graphiques, 7 mars 2020-5 juillet 2020], Dijon, Faton, 2020.
- La fabrique de l’extravagance : porcelaines de Meissen et de Chantilly, exposition, Domaine de Chantilly Musée Condé, 5 septembre 2020 - 3 janvier 2021, Saint-Rémy-en-l’Eau, Éditions Monelle Hayot, 2020.
- De Chantilly à Azay-le-Rideau : le retour des portraits de la Renaissance, exposition, Domaine de Chantilly Musée Condé, 12 mai 2021-19 septembre 2021], Paris, éditions du Patrimoine, Centre des monuments nationaux, 2021.
- Le trait de la séduction : dessins de l’École de Fontainebleau, exposition, Domaine de Chantilly Musée Condé, Cabinet d’arts graphiques, printemps 2021-été 2021], Dijon, Faton, 2021.